# Nordkhorasan
Nordkhorasan (persiska: خراسان شمالی, Khorasan-e Shomali) är en provins i nordöstra Iran. Den var fram till 29 september 2004 en del av provinsen Khorasan, som då delades i de tre mindre provinserna Nordkhorasan, Razavikhorasan och Sydkhorasan.
Nordkhorasan hade 863 092 invånare vid folkräkningen 2016, på en yta av 28 434 km². Administrativ huvudort är Bojnurd.

## Administrativ indelning
Provinsen Nordkhorasan var vid folkräkningen 2016 indelad i åtta delprovinser (shahrestan), i sin tur indelade på ytterligare administrativa nivåer.
- Bojnurd
- Esfarayen
- Faruj
- Garmeh
- Jajarm
- Maneh och Samalqan
- Raz och Jargalan
- Shirvan